# Neonatalvård
Neonatalvård innebär att nyfödda, ofta men inte alltid för tidigt födda, hamnar på en särskild avdelning efter födseln, på grund av att de behöver mer eller mindre hjälp i början av livet. Det kan handla om lågt blodsocker, hjärnblödning, prematuritet, infektion eller mycket annat.
Ibland läggs barnen i kuvös eller värmesäng eftersom de kan ha svårt att hålla värmen själva, eller så behöver vårdpersonalen ha bättre uppsikt över barnet. Vissa får även CPAP eller syrgasgrimma.
I Sverige behöver omkring 10% av alla nyfödda barn neonatalvård. 